# Goulmy & Baar
Goulmy en Baar was een oorspronkelijk Amsterdams tabaksbedrijf dat sinds 1891 een filiaal in 's-Hertogenbosch exploiteerde en de productie daarheen verplaatste. Als erfgoed resteert een monumentaal fabrieksgebouw dat bekend is onder de namen van de oprichters. 
In de jaren 1897-1898 werd de fabriek voor verwerken van tabak gebouwd voor de Bossche sigarenfabrikanten Eugène Goulmy & Baar. In 1927 werd het bedrijf overgenomen door de Koninklijke Sigarenfabrieken Willem II te Valkenswaard. In hoogtijdagen werkten er tot 400 sigarenmakers. Zij bleven daar tot halverwege de jaren vijftig. De gemeente kocht het complex op in 1979. In het gebouw is  W2 Poppodium gevestigd en er zijn ateliers. Tevens is er een repetitieruimte voor de 'Koninklijke Harmonie' van 's-Hertogenbosch. Deze harmonie is in 1894 opgericht. Bij de oprichting bestond het ledenbestand uit werknemers van Goulmy en Baar. Het pand werd in 2014 grondig gerenoveerd, en sindsdien staat op de gevel aan de zijde van de Boschveldweg weer 'Goulmy & Baar' te lezen.
Het gebouw werd in 1984 als rijksmonument opgenomen in het Monumentenregister.